# Tischvorlage (Ministerrat)
Als Tischvorlage wird die kurzfristige Behandlung eines  Ministerratsvortrages (MRV) im Ministerrat der Republik Österreich bezeichnet. Üblicherweise wird auf der Grundlage der von den einzelnen Ministerien übermittelten Ministerratsvorträge am Donnerstagvormittag jeder Woche die Tagesordnung für den am folgenden Dienstag stattfindenden Ministerrat erstellt und den Ministerien samt den Vorträgen elektronisch übermittelt. Sind jedoch nach diesem Termin weitere Ministerratsvorträge für eine Behandlung vorgesehen, so werden diese vom Ministerratsdienst gesammelt und kurzfristig an die Ressorts verteilt. Für jeden Teilnehmer an der Ministerratssitzung wird ein Paket an Tischvorlagen erstellt und vor der Ministerratssitzung verteilt.
Von der Ministerratssitzung wird ein Kurzprotokoll erstellt. Das Beschlussprotokoll samt den endgültigen Fassungen der Ministerratsvorträge wird anschließend an die Ressorts zur Kenntnis verteilt.